# Puycapel
Puycapel – gmina we Francji, w regionie Owernia-Rodan-Alpy, w departamencie Cantal. W 2013 roku liczba ludności wynosiła 858 mieszkańców. 
Gmina została utworzona 1 stycznia 2019 roku z połączenia dwóch ówczesnych gmin: Calvinet oraz Mourjou. Siedzibą gminy została miejscowość Calvinet. 